# CoGCa
 CoGCa（コジカ）は、CGCグループが展開するポイントカード及び電子マネーである。ポイントカード部分を各加盟店が、電子マネー部分をエス・ビー・システムズ株式会社が発行する。

## 概要
ソニー株式会社が開発したFeliCaを採用するICカードである。
イメージキャラクターはシカ。2015年4月本稼働。稼働スタート時の店舗は26店舗。「CoGCa」の大文字だけを抽出すると「CGC」であり、CGCグループの電子マネーである事を表している。
なお、CGCグループ加盟店全法人で導入されてはおらず、楽天Edyや交通系電子マネー、あるいは独自のプリペイドカードシステム等を導入している等の理由で、CGCグループ加盟店でもCoGCaを扱っていない法人は多い。また、群馬県・香川県にはCoGCaが使えるCGCグループ加盟店がない。

### ポイントカード
加盟店のレジで支払う際に読取機にかざすとポイントを貯める事が出来る。ポイントは現金やCoGCa以外のクレジットカードやQRコード決済で支払った場合も貯める事が出来、必ずしも電子マネーで支払う必要はない。

### 電子マネー
電子マネーとして利用する場合は、加盟店に設置されているチャージ機を用いて予めチャージ（入金）する必要がある。
発行元である加盟店で電子マネーとして利用した場合はポイントが付与される。発行元でない加盟店で電子マネーとして利用した場合はポイントは付与されない。

## 加盟店

### 現在の加盟店
こちらの項を参照

### 過去の加盟店
- コモディイイダ（東京都・埼玉県・千葉県・茨城県）

2022年夏から秋にかけて、順次CoGCaの取り扱いを終了し、楽天Edyに切り替えた。

## 脚註
1. ↑  エス・ビー・システムズ株式会社：東京都新宿区西新宿、法人番号：4011101003110
2. ↑  “ＣＧＣグループ電子マネー「ＣｏＧＣａ」（コジカ）本稼働のお知らせ”. 2017年11月26日閲覧。
3. ↑  コモディイイダ、松源、キヌヤ、西鉄ストア等で導入。
4. ↑  三和、静鉄ストア（LuLuCa）、西鉄ストア（nimoca）等で導入。
5. ↑  アークスグループ、フレスタ等で導入。
6. ↑  “コモディイイダ、電子マネーをコジカから楽天Edyに切り替え”. 2022年6月12日閲覧。